# Allée couverte du Trou aux Anglais
L'allée couverte du Trou aux Anglais est une allée couverte, remontée désormais dans les douves du château de Saint-Germain-en-Laye, initialement édifiée sur la commune d'Aubergenville dans le département des Yvelines. Deux dalles du monument sont ornées de gravures complexes, dont une représentation de la « déesse-mère » et une figuration humaine.

## Historique
Le garde-chasse du château de la Garenne intrigué par trois dalles alignées qui dépassaient du sol dans une clairière, entreprit de fouiller le site durant l'hiver 1880-1881. Ayant lu le rapport de fouille consacré à l'allée couverte du cimetière aux Anglais à Vauréal, il envoya son propre rapport de fouilles à la revue l'Anthropologie. Plusieurs archéologues s'intéressèrent au monument et notamment aux dessins représentant les gravures situées près de l'entrée, dont Perrier du Carne, Émile Cartailhac, Alexandre de Mortillet et Salomon Reinach.
Pour protéger le monument menacé de destruction, M. Bertin, propriétaire du château de la Garenne, l'offrit au Musée des Antiquités nationales dès 1892. L'édifice fut démonté et reconstruit dans les douves du château de Saint-Germain-en-Laye mais cette reconstitution n'est pas conforme, plusieurs dalles latérales n'ayant pas été  remises à leur place initiale, dont une ayant été positionnée comme table de couverture. 

## Architecture

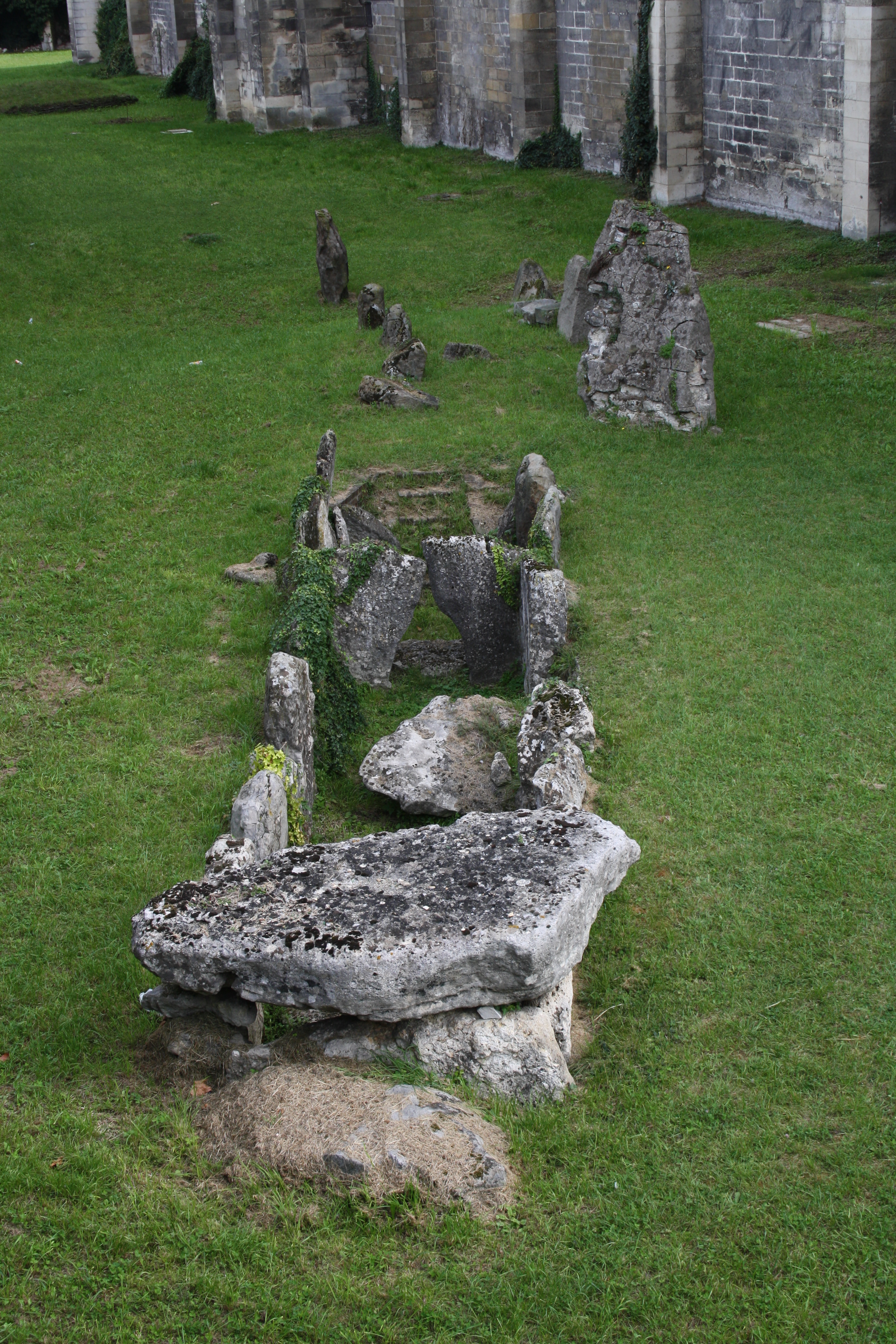
Vue de l'allée reconstituée.

L'allée couverte fut édifiée dans une plaine alluviale à 23 m d’altitude, 12 km au sud de la Seine. Elle était orientée est-ouest, ouvrant à l'est. Elle se compose d'une chambre et d'une antichambre séparées par un portique d'entrée.
La chambre  mesure 8 m de longueur, 1,60 m de largeur côté chevet et à l'entrée, mais s'élargit jusqu'à 1,80 m vers son centre. Elle est délimitée par sept orthostates côté nord, six côté sud et une unique dalle de chevet à l'ouest. Le sol était dallé de plaquettes en calcaire. La hauteur sous plafond atteignait 1,65 m selon Perrier du Carne, 2 m selon Mortillet.
L'entrée est délimitée par deux dalles de calcaires placées transversalement se rejoignant au sommet et dessinant une ouverture presque triangulaire (0,60 m de large à la base pour 1,40 m de hauteur au maximum). La dalle de droite comporte des gravures sur chaque face dans sa partie supérieure côté nord. La dalle mobile qui fermait cette ouverture a été retrouvée lors des fouilles mais elle n'a pas été remise en place lors du remontage de l'allée à Saint-Germain-en-Laye. Le dispositif de calage adopté pour la fermeture de cette dalle est inconnu.
L'antichambre mesure 2,30 m de longueur sur 1,30 m de largeur. Elle est délimitée, de chaque côté par deux orthostates d'une hauteur moyenne de 1,65 m. Côté sud, une orthostate est en grès et comporte des gravures, l'autre est une pierre meulière. Côté nord, les deux orthostates sont en calcaire. L'entrée de l'antichambre est précédée, à environ 1 m de distance, d'une dalle de seuil d'environ 0,80 m de largeur pour 0,30 m d'épaisseur. Le sol de l'antichambre n'était pas dallé.
Lors des fouilles, le monument ne comportait aucune table de couverture en position mais les gens du pays se souvenaient encore de les avoir vus en place au ras du sol. Plusieurs grandes dalles visibles couchées à proximité du monument dans les taillis auraient pu y correspondre.

## Gravures
La dalle droite délimitant l'entrée de la chambre comporte des dessins gravés sur chaque face, côté intérieur dans la chambre, côté extérieur dans l'antichambre. Côté antichambre, il s'agit d'une figuration de la « déesse-mère ». Son visage est rond, les yeux, le nez et les sourcils sont représentés. Elle porte un collier à trois rangées de perles ovalaires au-dessus des seins (0,35 cm et 0,40 cm de diamètre). Côté chambre, deux haches, dont l'une de 24 cm de long sur 7 cm de large semble être enmanchée, et un vase sont représentés.
Une dalle de grès de l'antichambre comporte deux dessins superposés. Dans la partie supérieure, le dessin (0,60 m de hauteur sur 0,66 m de largeur) est un motif indéterminé décrit comme une « fenêtre » composée de trois vitres juxtaposées à la base, surmontées d'une quatrième au centre. Dans la partie inférieure, le dessin semble représenter un homme tenant les manches d'une charrue avec le soc planté en terre, selon Léon Coutil il s'agirait d'une grande hache. L'homme tourne le dos à des traits obliques qui représenterait une hache selon Perrier du Carne.

## Ossements et mobilier funéraire
L'intérieur de la chambre comportait deux couches d'inhumations séparées par une couche de plaquettes en calcaire, la dernière couche étant elle-même recouverte de la même manière. L'ensemble atteignait environ 0,65 m d'épaisseur et était recouvert par une couche de terre infiltrée d'environ 0,70 m. Selon H. Leroy, chaque couche de la chambre contenait une quinzaine de dépouilles et cinq squelettes supplémentaires furent retrouvés dans l'antichambre. Selon Perrier du Carne et Paul de Mortillet, il est probable que Leroy a sous-estimé le nombre d'inhumations par inexpérience. Aucun ossement humain n'a été conservé depuis.
Le mobilier funéraire était principalement concentré dans la couche inférieure, près de la dalle de chevet. Il se compose d'outils en silex (2 haches polies, grattoirs, lames, éclats, flèches tranchantes, flèche à pédoncule et barbelures) ou en diverses matières (polissoir en grès, gaine de hache en bois de cerf, poinçon en os), d’éléments d'ornement (petite hache-amulette en diorite, fossiles de cardites perforés) et de nombreux tessons d'une poterie grossière du type vase « pot-à-fleurs » assimilée à la culture Seine-Oise-Marne. Tous ces objets, dispersés en diverses collections, sont désormais disparus.